# Canton d'Albi-4
Le canton d'Albi-4 est une circonscription électorale française du département du Tarn.

## Histoire
Un nouveau découpage territorial du Tarn entre en vigueur à l'occasion des premières élections départementales suivant le décret du 17 février 2014. Les conseillers départementaux sont, à compter de ces élections, élus au scrutin majoritaire binominal mixte. Les électeurs de chaque canton élisent au Conseil départemental, nouvelle appellation du Conseil général, deux membres de sexe différent, qui se présentent en binôme de candidats. Les conseillers départementaux sont élus pour 6 ans au scrutin binominal majoritaire à deux tours, l'accès au second tour nécessitant 12,5 % des inscrits au 1er tour. En outre la totalité des conseillers départementaux est renouvelée. Ce nouveau mode de scrutin nécessite un redécoupage des cantons dont le nombre est divisé par deux avec arrondi à l'unité impaire supérieure si ce nombre n'est pas entier impair, assorti de conditions de seuils minimaux. Dans le Tarn, le nombre de cantons passe ainsi de 46 à 23.
Le canton d'Albi-4 est formé de deux communes de l'ancien canton d'Albi-Nord-Est et d'une fraction de commune. Il est entièrement inclus dans l'arrondissement d'Albi. Le bureau centralisateur est situé à Albi.

## Représentation
| Période élective | Période élective | Mandat | Mandat           | Identité           | Nuance | Nuance | Qualité |
| ---------------- | ---------------- | ------ | ---------------- | ------------------ | ------ | ------ | --- |
| 2015             | 2021             | 2015   | 2017 (démission) | Thierry Carcenac   |        | PS     | Sénateur (2014-2020) Ancien conseiller général du Canton d'Albi-Nord-Est (1985-2015) Président du conseil général puis départemental (1991-2017) |
| 2015             | 2021             | 2015   | 2021             | Elisabeth Claverie |        | PS     | Conseillère municipale de Lescure-d'Albigeois, maire depuis 2020                                                                                 |
| 2015             | 2021             | 2017   | 2021             | Patrice Bédier     |        | PS     | Conseiller municipal d'Albi jusqu'en 2020 |
| 2021             | 2028             | 2021   | en cours         | Élisabeth Claverie |        | PS     | Professeure d'histoire, maire de Lescure-d'Albigeois, 1ère Vice-Présidente du conseil départemental, en charge de l'autonomie                    |
| 2021             | 2028             | 2021   | en cours         | Etienne Moulin     |        | DVG    | Médecin généraliste, Président du conseil départemental du Tarn de l'Ordre des médecins                                                          |

### Résultats détaillés

#### Élections de mars 2015
À l'issue du 1er tour des élections départementales de 2015, trois binômes sont en ballottage : Thierry Carcenac et Élisabeth Claverie (PS, 32,67 %), Frédéric Cabrolier et Myriam Maraval (FN, 25,39 %) et Mélanie Roussel et Francis Salabert (DVD, 24,07 %). Le taux de participation est de 57,35 % (7 490 votants sur 13 061 inscrits) contre 58,71 % au niveau départemental et 50,17 % au niveau national.
Au second tour, Thierry Carcenac et Élisabeth Claverie (PS) sont élus avec 46,22 % des suffrages exprimés et un taux de participation de 57,89 % (3 255 voix pour 7 561 votants et 13 061 inscrits).

#### Élections de juin 2021
Le premier tour des élections départementales de 2021 est marqué par un très faible taux de participation (33,26 % au niveau national). Dans le canton d'Albi-4, ce taux de participation est de 34,83 % (4 648 votants sur 13 343 inscrits) contre 39,08 % au niveau départemental. À l'issue de ce premier tour, deux binômes sont en ballottage : Élisabeth Claverie et Etienne Moulin (DVG, 39,21 %) et Frédéric Cabrolier et Sandrine Thauzies (RN, 24,72 %).
Le second tour des élections est marqué une nouvelle fois par une abstention massive équivalente au premier tour. Les taux de participation sont de 34,36 % au niveau national, 39,14 % dans le département et 36,01 % dans le canton d'Albi-4. Élisabeth Claverie et Etienne Moulin (DVG) sont élus avec 70,9 % des suffrages exprimés (3 121 voix pour 4 806 votants et 13 345 inscrits),,.
Étienne Moulin à quitté le PS au moment des élections législatives de juin 2022.

## Composition
| Nom                          | Code Insee | Intercommunalité    | Superficie (km2) | Population (dernière pop. légale)                | Densité (hab./km2) | Modifier                                    |
| ---------------------------- | ---------- | ------------------- | ---------------- | ------------------------------------------------ | ------------------ | ------------------------------------------- |
| Albi (bureau centralisateur) | 81004      | CA de l'Albigeois   | 44,26            | Fraction : 13 001 (2022) Commune : 50 605 (2022) | 1 143              | modifier les données · modifier les données |
| Le Garric                    | 81101      | CC Carmausin-Ségala | 22,88            | 1 292 (2022)                                     | 56                 | modifier les données · modifier les données |
| Lescure-d'Albigeois          | 81144      | CA de l'Albigeois   | 14,18            | 4 585 (2022)                                     | 323                | modifier les données · modifier les données |
| Canton d'Albi-4              | 8104       |                     |                  | 18 878 (2022)                                    |                    | modifier les données                        |

Le canton d'Albi-4 comprend :
1. deux communes,
2. la partie de la commune d'Albi non incluse dans les cantons d'Albi-1, d'Albi-2 et d'Albi-3.

## Démographie
En 2022, le canton comptait 18 878 habitants, en évolution de +1,01 % par rapport à 2016 (Tarn : +2,52 %, France hors Mayotte : +2,11 %).
| 2013   | 2018   | 2022   |
| ------ | ------ | ------ |
| 19 238 | 18 688 | 18 878 |